# أونيموشا: فجر الأحلام
أونيموشا:فجر الأحلام (بالإنجليزية: Onimusha: Dawn of Dreams)‏ (باليابانية: 新 鬼武者) ، هي الجزء الرابع والأخير من سلسلة ألعاب أونيموشا والتي طورها شركة كابكوم اليابانية، صدرت على جهاز بلاي ستيشن 2 عام 2006م.

## وصلات خارجية
- الموقع الرسمي
 (باليابانية)